# Lutz Kohlhaus
Lutz Kohlhaus (* 14. Mai 1961 in Ostercappeln bei Osnabrück) ist ein Generalleutnant der Luftwaffe der Bundeswehr und seit Juli 2023 stellvertretender Inspekteur der Luftwaffe.

## Militärische Laufbahn

### Ausbildung und erste Verwendungen
Kohlhaus trat 1980 in die Bundeswehr ein und absolvierte bis 1981 den Offizierslehrgang an der Offiziersschule der Luftwaffe in Fürstenfeldbruck. Danach studierte er von 1981 bis 1984 Erziehungs- und Politikwissenschaft an der Universität der Bundeswehr in Hamburg. Im Anschluss absolvierte er die Ausbildung zum Flugabwehrraketenoffizier NIKE an der Raketenschule der Luftwaffe in El Paso, Texas, USA. Es folgte 1986 bis 1988 eine erste Truppenverwendung als Feuerleitoffizier und Zugführer in der 3. Staffel des Flugabwehrraketenbataillons 25 in Wagenfeld. 1988 wurde er wiederum an der Raketenschule der Luftwaffe auf das Waffensystem Patriot umgeschult. Anschließend diente Kohlhaus bis 1990 als Führer der Kampfbesatzungen und stellvertretender Staffelchef in der 4. Staffel des Flugabwehrraketenbataillons 21 in Datteln. Es folgte 1990 bis 1992 eine Verwendung als S3-Stabsoffizier im Flugabwehrraketengeschwader 21 in Möhnesee-Echtrop. Im Anschluss wurde er 1992 bis 1993 als Personalführer im Bundesministerium der Verteidigung in Bonn eingesetzt. 1993 bis 1995 absolvierte Kohlhaus die Generalstabsausbildung an der Führungsakademie der Bundeswehr in Hamburg.

### Dienst als Stabsoffizier
Nach Abschluss der deutschen nahm Kohlhaus 1995 bis 1996 auch noch an der französischen Generalstabsausbildung am Collège interarmeé de Défense (CID) in Paris teil. 1996 bis 1999 diente er als Referent im Bundesministerium der Verteidigung in Bonn. Hierbei war er zuerst für die Organisation der Luftwaffe und später für Erweiterte Luftverteidigung zuständig. Im Anschluss wurde Kohlhaus von 1999 bis 2002 als Deutscher Luftverteidigungsrepräsentant und Referent NATO-Erweiterung bei der Deutschen NATO-Vertretung in Brüssel eingesetzt. Es folgte wiederum eine zweijährige Verwendung im Ministerium als Personalführerstabsoffizier, bevor er von 2004 bis 2007 als Kommodore die Verantwortung über das Flugabwehrraketengeschwader 2 „Mecklenburg-Vorpommern“ in Bad Sülze übernahm.
2007 bis 2008 absolvierte Kohlhaus Lehrgänge am Französischen Zentrum für Höhere Militärische Studien (CHEM) und am Institut für höhere Studien der Nationalen Verteidigung (IHEDN) in Paris. 2008 bis 2009 war er als Gruppenleiter im Luftwaffenführungskommando für Einsatzführungsdienst, FlaRak und Objektschutz der Luftwaffe zuständig. 2009 bis 2012 war Kohlhaus als Referatsleiter im Bundesministerium der Verteidigung für die Personalführung der Oberste und Generale der Luftwaffe zuständig.

### Generalsverwendungen
2012 bis 2016 wurde Kohlhaus als Abteilungsleiter Personal/Organisation/Ausbildung im Kommando Luftwaffe in Köln-Wahn verwendet. Am 7. Juli 2016 übernahm er den Dienstposten als Stellvertreter des Kommandierenden Generals und Chef des Stabes im Luftwaffentruppenkommando von Generalmajor Robert Löwenstein. Auf diesem Dienstposten erhielt er auch die Beförderung zum Generalmajor. Zum 1. September 2019 wurde Kohlhaus Vice Chairman des NATO Air and Missile Defence Committee in Brüssel, Belgien. Der vorherige Dienstposteninhaber Generalmajor Bernhardt Schlaak übernahm im Gegenzug seinen Dienstposten im Luftwaffentruppenkommando. Im Juli 2023 wurde er mit den Aufgaben des stellvertretenden Inspekteurs der Luftwaffe betraut. Auf diesem Dienstposten erhielt er auch die Beförderung zum Generalleutnant.

## Privates
Kohlhaus ist verheiratet.